# علي بن مهدي الحميري
علي بن مهدي الرعيني الحِميَّري (ت 1159) كان أحد إباضية اليمن وولد في زبيد، وهو مؤسس الدولة المهدية بتهامة. كان متنسكا زاهداَ ويقتل على الذنب هاجم زبيد في تهامة وإنتزعها من بني نجاح عام 1143 وإنضمت إليه القبائل في المرتفعات وعليهم الإمام الزيدي أحمد بن سليمان المتوكل فكانت أول مرة يقاتل فيها الفريقان (زيدية وإباضية) عدوا مشتركاً واستطاعوا القضاء على دولة النجاحيين في تهامة. وفقا لبعض المؤرخين فإنه كان يقتل من خالفه ويبيح نساءهم وأولادهم وكان يقتل المنهزم من أصحابه ويقتل الزاني وشارب الخمر وسامع الغناء ويقتل من تأخر عن صلاة الجماعة ومن تأخر عن وعظه يوم الإثنين والخميس. يُعتقد أنه المسؤول عن ظاهرة عزل وتهميش واحتقار من يُعرفون بالأخدام في اليمن.